# Blizzard (film)
Blizzard (titlu original: Blizzard) este un film de Crăciun american din 2003 regizat de LeVar Burton (debut regizoral). Rolurile principale au fost interpretate de actorii Brenda Blethyn, Christopher Plummer, Kevin Pollack și Whoopi Goldberg.  Vocea renului Blizzard este interpretată de Whoopi Goldberg și cea a renului Blitzen este interpretată de Leif Bristow.

## Prezentare
Mătușa spune nepoatei sale o poveste despre un patinator pe gheață și despre un tânăr ren fermecat.

## Distribuție
- Paul Bates ca  voci suplimentare de ren
- Brenda Blethyn ca Aunt Millie
- Brittany Bristow ca Erin Scott-Pierce
- Leif Bristow ca Blitzen (voce)
- Josh Buckle ca Jack Andrews
- Jacqueline Byers ca patinatoare (men. ca Jackie Byers)
- Len Carlson ca voci suplimentare de ren
- J. Miles Dale ca voci suplimentare de ren
- Tony Daniels ca voci suplimentare de ren
- Wendii Fulford ca Beth Cameron
- Whoopi Goldberg ca Blizzard (voce)
- Ellen-Ray Hennessy ca Delphi (voce)
- Gary Johnston ca tatăl lui Bobby
- Demetrius Joyette ca Bobby Jackson
- Stephanie Morgenstern ca Emma Ward
- J.D. Nicholsen ca Ted Andrews
- Aidan O'Hara ca Derek Tynan
- Jennifer Pisana ca Jess Cameron
- Christopher Plummer ca Moș Crăciun
- Kevin Pollak ca Archimedes
- Diana Reis ca Sarah Andrews / Principal
- Mark Rendall ca Joe Andrews
- Albert Schultz ca Mr. Cameron - tatăl lui Jess
- Lee Smart ca Donner Jr. (voce)
- Cree Summer ca Aphrodite (voce)
- Jan Tríska ca Otto Brewer / Antrenor
- Zoe Warner ca Katie Andrews
- Jonathan Whitaker ca Jordan Scott-Pierce
- Jonathan Wilson ca Jeremy
- Richard Yearwood ca Lucius
- LeVar Burton ca Night Watchman Elf (nem)
- Marie V. Cruz ca Santa's Elf (nem)